# Long Phước, thị xã Phước Long
Long Phước là một phường thuộc thị xã Phước Long, tỉnh Bình Phước, Việt Nam.

## Địa lý
Phường Long Phước nằm ở trung tâm thị xã Phước Long, có vị trí địa lý:
- Phía đông giáp phường Sơn Giang
- Phía tây giáp huyện Phú Riềng
- Phía nam giáp phường Phước Bình
- Phía bắc giáp xã Long Giang và huyện Phú Riềng.

Phường có diện tích 12,20 km², dân số năm 2009 là 12.426 người, mật độ dân số đạt 1.019 người/km².

## Hành chính
Phường Long Phước được chia thành 11 khu phố: 1, 2, 3, 4, 5, 6, 7, 8, 9, Long Điền 1, Long Điền 2.

## Lịch sử
Phường Long Phước được thành lập vào ngày 11 tháng 8 năm 2009 trên cơ sở 255,57 ha diện tích tự nhiên và 6.081 người của thị trấn Phước Bình; 540,17 ha diện tích tự nhiên và 3.803 người của xã Bình Sơn; 423,67 ha diện tích tự nhiên và 2.542 người của xã Bình Tân.
Sau khi thành lập, phường có 1.219,41 ha diện tích tự nhiên và 12.426 người.